# ポール・ゴーギャンの作品一覧

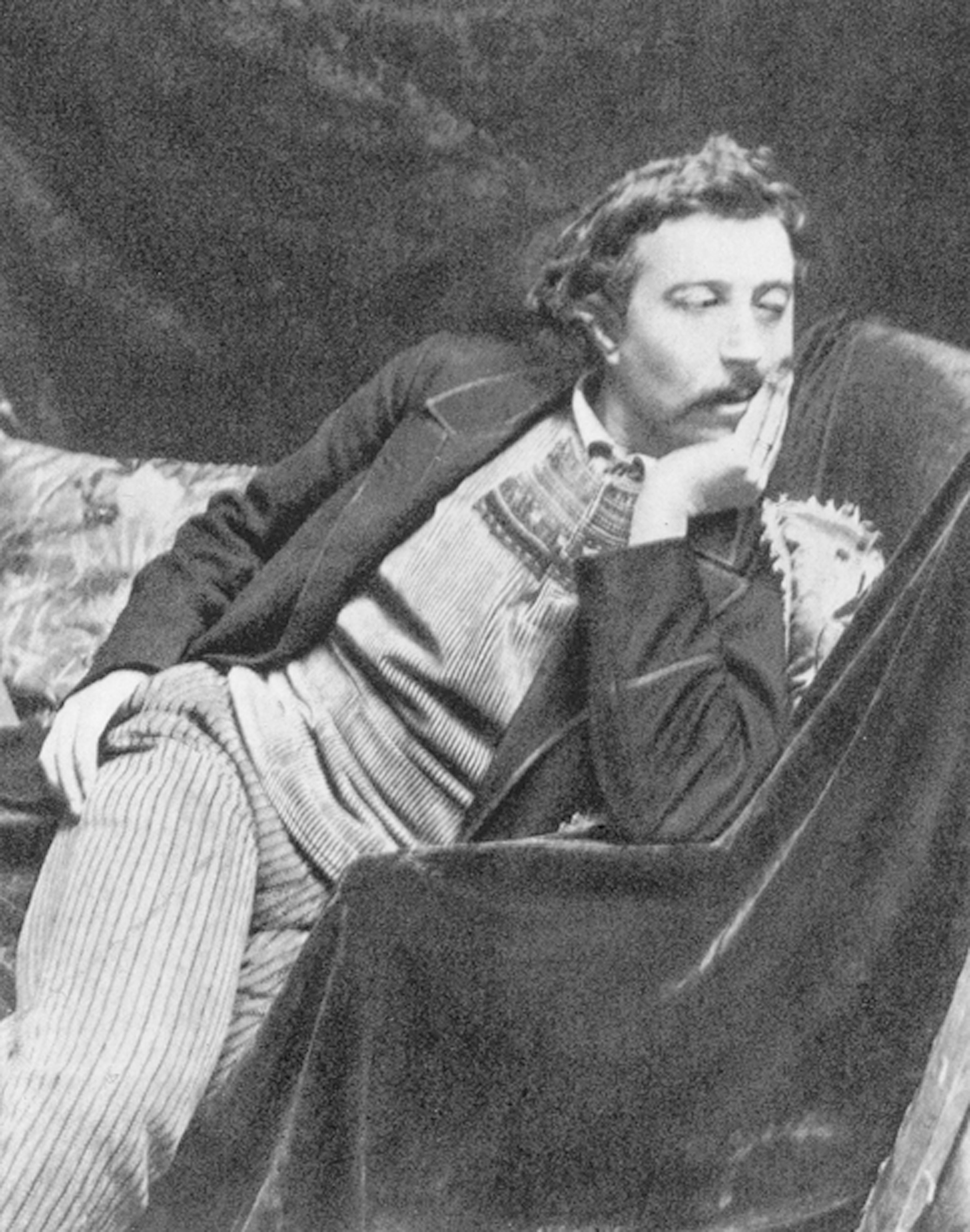
ポール・ゴーギャン.1891年.撮影者不明

ポール・ゴーギャンの作品一覧はフランスの画家であるポール・ゴーギャンの作品を示す。

## 概要
ゴーギャンは19世紀のポスト印象派をリードした芸術家であり、画家、彫刻家、版画制作者、陶芸家と文筆家であった。ゴーギャンは色彩における大胆な実験を行い、20世紀の近代美術と現代美術に直に影響を与えた。それと同時に彼の画業における絵画表現の本質的な意味合いを持つ画題は、クロワゾニスムの影響下にあり、プリミティヴィスムへの道を切り開き、新古典主義への回帰を促した。彼はまた、芸術形式と同じく、木版彫刻と木版画の提唱者であり、影響を与えた。

## 1871 - 1886年 初期の作品
| 画像 | 制作 時期     | 作品名                                         | 作品 詳細           | 所在地                                                      | 国             |
| ---- | ------------- | ---------------------------------------------- | ------------------- | ----------------------------------------------------------- | -------------- |
|      | 1875          | セーヌ川に架かるグルネル橋の風景               |                     | ヴァルラフ・リヒャルツ美術館 （ケルン）                     | ドイツ         |
|      | 1875          | イエナ橋からみたセーヌ川                       |                     | オルセー美術館 （パリ）                                     | フランス       |
|      | 1875          | セーヌ川堤のクレーン                           | 油彩 81 x 116 mm    | 国立現代美術館 (ソウル)                                     | 韓国           |
|      | 1875-1877     | 自画像                                         | 油彩 46.7 x 38.4 cm | フォッグ美術館 ケンブリッジ (マサチューセッツ州)            | アメリカ合衆国 |
|      | 1878          | メット・ゴーギャン                             | 油彩 115 x 80.5 cm  | ビュールレ・コレクション （チューリッヒ）                   | スイス         |
|      | 1880          | 裸婦習作（縫い物をするシュザンヌ）             | 油彩 115 x 80 cm    | ニイ・カールスベルグ・グリプトテク美術館 （コペンハーゲン） | デンマーク     |
|      | 1882 anterior | オレンジのある静物                             | 油彩 33 x 46 cm     | レンヌ美術館 （レンヌ）                                     | フランス       |
|      | 1880          | 木製のジョッキと金属製の水差しのある静物       | 油彩 62.9 x 52.1 cm | シカゴ美術館                                                | アメリカ合衆国 |
|      | 1880          | 椅子の上にあるマンドリン                       | 油彩                | 個人蔵                                                      |                |
|      | 1881          | ゴーギャンの家の広間（カルセル街の画家の室内） | 油彩 130 x 162 cm   | オスロ国立美術館 （オスロ）                                 | ノルウェー     |
|      | 1881-85       | ディエップの港                                 | 油彩 60.2×72.3 cm   | マンチェスター市立美術館 （マンチェスター）                 | イギリス       |
|      | 1882          | 彫刻家ジャン=ポール・オーブと息子の肖像        | パステル 53 x 72 cm | プティ・パレ （パリ）                                       | フランス       |
|      | 1881          | ルー・カーセルの庭にいる画家の家族             | 油彩 87 x 114 cm    | ニイ・カールスベルグ・グリプトテク美術館 （コペンハーゲン） | デンマーク     |
|      | 1882          | ルー・カーセルの雪景色                         | 油彩 60 x 50 cm     | ニイ・カールスベルグ・グリプトテク美術館 （コペンハーゲン） | デンマーク     |
|      | 1882-83       | オスニ―村の入り口                              | 油彩 60.0×72.7 cm   | ボストン美術館 （ボストン）                                 | アメリカ合衆国 |
|      | 1884          | 3頭の雌牛                                      | 油彩 60.0×73.0 cm   | ヴィンタートゥール美術館 （ヴィンタートゥール）             | スイス         |
|      | 1885          | 室内における静物                               | 油彩 60 x 73 cm     | 個人蔵 （ローザンヌ）                                       | スイス         |
|      | 1885          | 休息する牛                                     | 油彩 64.0×80.0 cm   | ボイマンス・ヴァン・ベーニンゲン美術館 （ロッテルダム）     | オランダ       |
|      | 1885          | 水浴の女たち                                   | 油彩 61 x 51 cm     | 国立西洋美術館 （東京）                                     | 日本           |
|      | 1885          | マンドリンと花                                 | 油彩 61 x 51 cm     | オルセー美術館 （パリ）                                     | フランス       |
|      | 1886          | 若い女の顔                                     | 油彩 46 × 38        | ブリヂストン美術館 （東京）                                 | 日本           |
|      | 1886          | パトロンの息子の肖像                           | 油彩 55.3 x 46 cm   | Musée du Prieuré （サン＝ジェルマン＝アン＝レー）           | フランス       |

## 1886 - 1887年 ブルターニュ1期 (マルティニーク)
| 画像 | 制作 時期 | 作品名                                                    | 作品 詳細           | 所在地                                                          | 国             |
| ---- | --------- | --------------------------------------------------------- | ------------------- | --------------------------------------------------------------- | -------------- |
|      | 1886      | ポン・タヴェンの洗濯女たち                                | 油彩 71 × 90 cm     | オルセー美術館 （パリ）                                         | フランス       |
|      | 1886      | 白いテーブルクロス                                        | 油彩 54.4 x 58.2 cm | ポーラ美術館                                                    | 日本           |
|      | 1886      | ポン=タヴェンの木陰の母と子                               | 油彩 93.0 x 73.1 cm | ポーラ美術館                                                    | 日本           |
|      | 1886      | ブルターニュの少年の水浴                                  | 油彩 60 × 73 cm     | ひろしま美術館                                                  | 日本           |
|      | 1886      | 馬の頭部のある静物                                        | 油彩 49.0×38.5 cm   | ブリヂストン美術館                                              | 日本           |
|      | 1886      | ブルターニュの羊飼い                                      | 油彩 60 x 73 cm     | Laing Art Gallery and Museum （ニューカッスル・アポン・タイン） | イギリス       |
|      | 1886      | 海の近くの岩                                              | 油彩 71 x 92 cm     | イェーテボリ美術館 （ヨーテボリ）                               | スウェーデン   |
|      | 1886      | 四人のブルターニュの女の踊り （四人のブルターニュの婦人） | 油彩 72 x 91 cm     | ノイエ・ピナコテーク ミュンヘン                                 | ドイツ         |
|      | 1886      | ドゥルー＝ロリションの酪農場                              | 油彩 73×93 cm       | ロサンゼルスカウンティ美術館 ロサンゼルス                       | アメリカ合衆国 |
|      | 1886      | ラヴァルの横顔のある静物                                  | 油彩 46 x 38 cm     | インディアナポリス美術館 インディアナポリス                     | アメリカ合衆国 |
|      | 1887      | 2人の水浴者                                               | 油彩 87.5 x 69.5 cm | Museo Nacional de Bellas Artes ブエノスアイレス                 | アルゼンチン   |
|      | 1887      | 海岸1                                                     | 油彩 54 × 90 cm     | ニイ・カールスベルグ・グリプトテク美術館 コペンハーゲン         | デンマーク     |
|      | 1887      | 海岸2                                                     | 油彩 46 x 61 cm     | 個人蔵 （パリ）                                                 | フランス       |
|      | 1887      | 木の下の家                                                | 油彩 92.2 x 72 cm   | 個人蔵                                                          |                |
|      | 1887      | 行ったり、来たり、マルティニーク                          | 油彩 72.5 × 92 cm   | ティッセン＝ボルネミッサ美術館 （マドリード）                   | スペイン       |
|      | 1887      | 果物の収穫（マンゴ）                                      | 油彩 89 x 116 cm    | ゴッホ美術館 （アムステルダム）                                 | オランダ       |
|      | 1887      | 熱帯の会話                                                | 油彩 61.5 x 76 cm   | 個人蔵 （ダラス）                                               | アメリカ合衆国 |
|      | 1887      | 川辺にて                                                  | 油彩 54 x 65 cm     | ゴッホ美術館 （アムステルダム）                                 | オランダ       |
|      | 1887      | 熱帯植物(マルティニーク)                                  | 油彩 115 x 88.5 cm  | スコットランド国立美術館 エディンバラ                           | イギリス       |
|      | 1887      | 木々の下にある川（マルティニーク）                        | 油彩 90 x 150 cm    | ノイエ・ピナコテーク （ミュンヘン）                             | ドイツ         |

## 1888年 ブルターニュ2期 (アルル)
| 画像 | 制作時期     | 作品名                                                      | 作品 詳細                  | 所在地                                                  | 国             |
| ---- | ------------ | ----------------------------------------------------------- | -------------------------- | ------------------------------------------------------- | -------------- |
|      | 1888         | マドレーヌ・ベルナールの肖像                                | 油彩 72 x 58 cm            | グルノーブル美術館 グルノーブル                         | フランス       |
|      | 1887 - 1895? | ドラクロワのエスキースのある静物                            | 油彩 45 x 30               | ストラスブール現代美術館 ストラスブール                 | フランス       |
|      | 1888         | アレクサンドル・コーラー夫人の肖像                          | 油彩、キャンバス 46.3 x 38 | ナショナル・ギャラリー (ワシントン) （ワシントンD.C.）  | アメリカ合衆国 |
|      | 1888         | 私の友人ジェイコブのための静物                              | 油彩 27 × 35               | 個人蔵 （スイス）                                       | スイス         |
|      | 1888         | ブルターニュの風景                                          | 油彩 89.3 × 116.6          | 国立西洋美術館 （東京）                                 | 日本           |
|      | 1888         | ポン=タヴェン付近の風景                                     | 油彩 60 x 73               | ブリヂストン美術館 （東京）                             | 日本           |
|      | 1888         | 平原に流れる小川                                            | 油彩 60 x 73               | 個人蔵                                                  |                |
|      | 1888         | 2人のブルターニュの人々と仔牛、ブルターニュの道の周りの風景 | 油彩 91 × 72               | ニイ・カールスベルグ・グリプトテク美術館 コペンハーゲン | デンマーク     |
|      | 1888         | 木靴を履いたブルターニュの少年                              | 油彩 90.5 × 71             | ニイ・カールスベルグ・グリプトテク美術館 コペンハーゲン | デンマーク     |
|      | 1888         | 春の風景                                                    | 油彩 70 × 92               | 個人蔵                                                  |                |
|      | 1888         | 野原での語らい、ポン=タヴァン                               | 油彩 92.5 x 73             | ベルギー王立美術館 ブリュッセル                         | ベルギー       |
|      | 1888         | 七面鳥.ポン=タヴェン                                        | 油彩 91.5 x 71.9           | 個人蔵 ヨーロッパ                                       |                |
|      | 1888         | ブルターニュの3人の少女の輪舞 ポン=タヴァン                 | 油彩 73 x 92.7             | ナショナル・ギャラリー (ワシントン) ワシントンD.C.      | アメリカ合衆国 |
|      | 1888         | ブルターニュの干し草作りII                                  | 油彩 50.2×64.0             | ニューオリンズ美術館 （ニューオリンズ）                 | アメリカ合衆国 |
|      | 1888         | ブルターニュの若い水浴者                                    | 油彩 92 × 73               | ハンブルク美術館 ハンブルク                             | ドイツ         |
|      | 1888         | 遊ぶ子供たち                                                | 油彩 93 × 73               | 個人蔵                                                  |                |
|      | 1888         | 果物と花のある静物                                          | 油彩 38 × 53               | オルレアン美術館 オルレアン                             | フランス       |
|      | 1888         | 豚を見守る少年                                              | 油彩 73 x 93               | ロサンゼルスカウンティ美術館 （ロサンゼルス）           | アメリカ合衆国 |
|      | 1888         | 青い木                                                      | 油彩 92 x 73               | 個人蔵 （コペンハーゲン）                               | デンマーク     |
|      | 1888         | 説教のあとの幻影 （ヤコブと天使の闘い）                     | 油彩 72 x 91               | スコットランド国立美術館 エディンバラ                   | イギリス       |
|      | 1888         | 自画像（レ・ミゼラブル）                                    | 油彩 45 x 55               | ゴッホ美術館 アムステルダム                             | オランダ       |
|      | 1888         | 白い川                                                      | 油彩 60 x 72               | グルノーブル美術館 グルノーブル                         | フランス       |
|      | 1888         | シューフネッケルの一家                                      | 油彩 73.0×92.0             | オルセー美術館 （パリ）                                 | フランス       |
|      | 1888         | 牛のいる海景（深い淵の上で）                                | 油彩 72.5 x 61             | オルセー美術館 （パリ）                                 | フランス       |
|      | 1888         | 果物のある静物                                              | 油彩 43 × 58               | プーシキン美術館 （モスクワ）                           | ロシア         |
|      | 1888         | 静物と3匹の子犬                                             | 油彩 91.8 × 62.6           | ニューヨーク近代美術館 ニューヨーク                     | アメリカ合衆国 |
|      | 1888 oct.    | レ・ザリスカン、アルル                                      | 油彩 91.5 x 72.5           | オルセー美術館 パリ                                     | フランス       |
|      | 1888         | アルルのコテージ                                            | 油彩 91.5 x 72.5           | インディアナポリス美術館 インディアナポリス             | アメリカ合衆国 |
|      | 1888         | アリスカンの並木路、アルル                                  | 油彩 72.5 x 91.5           | SOMPO美術館 東京                                        | 日本           |
|      | 1888         | アルル、ぶどうの収穫（人間の悲劇）                          | 油彩 73.5 x 92             | オードロップゴー美術館 コペンハーゲン                   | デンマーク     |
|      | 1888 nov.    | アルルの夜のカフェで                                        | 油彩 73 x 92               | プーシキン美術館 モスクワ                               | ロシア         |
|      | 1888         | 洗濯する女たち                                              | 油彩 75.9 x 92.1           | ニューヨーク近代美術館 （ニューヨーク）                 | アメリカ合衆国 |
|      | 1888         | アルルのコテージ                                            | 油彩 72.5 × 92             | スウェーデン国立美術館 ストックホルム                   | スウェーデン   |
|      | 1888         | アルルの茂みのある風景                                      | 油彩 73.6 x 92.3           | 個人蔵                                                  |                |
|      | 1888         | 洗濯する女たち2                                             | 油彩 74 x 92               | ビルバオ美術館 （ビルバオ）                             | スペイン       |
|      | 1888         | ひまわりを描くゴッホ                                        | 油彩、麻布 73 x 91         | ゴッホ美術館 アムステルダム                             | オランダ       |
|      | 1888         | ルーラン夫人の肖像                                          | 油彩 50.5 x 63.5           | セントルイス美術館 （セントルイス）                     | アメリカ合衆国 |
|      | 1888         | アルルの老婦人                                              | 油彩、麻布 72 x 93         | シカゴ美術館 シカゴ                                     | アメリカ合衆国 |

## 1889 - 1890年 パリ、ブルターニュ3期 (クロアール＝カルノエ)
| 画像 | 制作年代    | 作品名                                                     | 作品詳細                                  | 所在地                                                                   | 国             |
| ---- | ----------- | ---------------------------------------------------------- | ----------------------------------------- | ------------------------------------------------------------------------ | -------------- |
|      | 1889 ag.    | 美しきアンジュール                                         | 油彩 92 x 73 cm                           | オルセー美術館 パリ                                                      | フランス       |
|      | 1889        | ヤコブ・メイエル・デ・ハーンの肖像（サーター・リザータス） | 油彩、木布 79.6 × 51.7 cm                 | ニューヨーク近代美術館 ニューヨーク                                      | アメリカ合衆国 |
|      | 1889-1890   | ミミと彼女の猫                                             | 水性の厚紙 17.6 x 16 cm                   | 個人蔵                                                                   |                |
|      | 1889-1890   | ヤコブ・メイエル・デ・ハーンの肖像                         | 油彩とテンペラ 20 x 29 cm                 | Wadsworth Atheneum ハートフォード                                        | アメリカ合衆国 |
|      | 1889        | こんにちは、ゴーギャンさん(I)                              | 油彩、キャンバス 74.9 x 54.8 cm           | Hammer Museum ロサンゼルス                                               | アメリカ合衆国 |
|      | 1889        | こんにちは、ゴーギャンさん(II)                             | 油彩 113 x 92 cm                          | プラハ国立美術館 （プラハ）                                              | チェコ         |
|      | 1889        | 光輪のある自画像（戯画的自画像）                           | 油彩、木版 79.2 x 51.3                    | ナショナル・ギャラリー (ワシントン) （ワシントンD.C.）                   | アメリカ合衆国 |
|      | 1890-1891   | 黄色いキリストのある自画像                                 | 油彩 38 x 46 cm                           | オルセー美術館 （パリ）                                                  | フランス       |
|      | 1889        | オリーブ山のキリスト（ゲッセマネの園の苦悩）               | 油彩 73 x 92 cm                           | Norton Museum of Art ウェストパームビーチ                                | アメリカ合衆国 |
|      | 1889 set.   | 黄色いキリスト                                             | 油彩 92 x 73 cm                           | オルブライト＝ノックス美術館 （バッファロー (ニューヨーク州)）           | アメリカ合衆国 |
|      | 1889        | 緑のキリスト（ブルターニュのキリスト磔刑像）               | 油彩 92 x 73.5 cm                         | ベルギー王立美術館 （ブリュッセル）                                      | ベルギー       |
|      | 1889        | ジャンヌ・ダルク                                           | フレスコ 134 x 62.9 cm                    | ゴッホ美術館 （アムステルダム）                                          | オランダ       |
|      | 1889        | カリブの女性                                               | 油彩、木板 64 x 54 cm                     | シカゴ美術館 （シカゴ）                                                  | アメリカ合衆国 |
|      | 1889        | ブルターニュのイヴ(I)                                      | 水彩、パステル 33.7 x 31.1 cm             | マックネイ美術館 サンアントニオ                                          | アメリカ合衆国 |
|      | 1889        | 波間にて                                                   | 油彩 92 x 72 cm                           | クリーブランド美術館 クリーブランド                                      | アメリカ合衆国 |
|      | 1889        | 海辺に立つブルターニュの少女たち                           | 油彩 92.5 x 73 cm                         | 国立西洋美術館 (東京)                                                    | 日本           |
|      | 1889        | 海草を集めるブルターニュの人々                             | 油彩 87 x 123 cm                          | フォルクヴァンク美術館 (エッセン)                                        | ドイツ         |
|      | 1889        | 黄色い積みわら（黄金の収穫）                               | 油彩 73.5 x 92.5 cm                       | オルセー美術館 パリ                                                      | フランス       |
|      | 1889        | 干し草つくり                                               | 油彩 92 x 73.3 cm                         | コートールド・ギャラリー （ロンドン）                                    | イギリス       |
|      | 1889        | ブルターニュの海岸                                         | 油彩 72.5 x 91 cm                         | スウェーデン国立美術館 ストックホルム                                    | スウェーデン   |
|      | 1889        | 二人のブルターニュのいる風景                               | 油彩、キャンバス 72.4 x 91.4 cm           | ボストン美術館 ボストン                                                  | アメリカ合衆国 |
|      | 1889        | ブルターニュの子供                                         | 水彩、パステル 26.3×38.2 cm               | 福島県立美術館 福島市                                                    | 日本           |
|      | 1889        | 家畜番の少女                                               | 油彩・キャンヴァス 73.0×92.4 cm           | 静岡県立美術館 静岡市                                                    | 日本           |
|      | 1889        | 赤い牛                                                     | 油彩 90.8 x 73 cm                         | ロサンゼルスカウンティ美術館 （ロサンゼルス）                            | アメリカ合衆国 |
|      | 1889        | ガチョウとブルターニュの少年                               | 油彩 92 x 73cm                            | ピエール・ローゼンバーグ・コレクション （パリ）                          | フランス       |
|      | 1889-1890   | 干し草                                                     | 油彩 73 x 92.1cm                          | テート・ブリテン （ロンドン）                                            | イギリス       |
|      | 1888        | ポン＝タヴァンの風景                                       | 油彩、厚紙 70 x 54cm                      | 個人蔵                                                                   |                |
|      | 1889        | ベランジュネ海岸の風景                                     | 油彩、テレビン油、厚紙 31.3 x 43.2cm      | 個人蔵                                                                   |                |
|      | 1889        | ハムのある静物                                             | 油彩 50 x 58cm                            | フィリップス・コレクション ワシントンD.C.                                | アメリカ合衆国 |
|      | 1889        | 桃のある静物                                               | 油彩 36 x 21.8cm                          | フォッグ美術館（ハーバード美術館） （ケンブリッジ (マサチューセッツ州)） | アメリカ合衆国 |
|      | 1889        | 扇のある静物                                               | 油彩 50.0×61.0cm                          | オルセー美術館 （パリ）                                                  | フランス       |
|      | 1889        | ガチョウ                                                   | 油彩、漆喰 53 x 72cm                      | カンペール美術館 （カンペール）                                          | フランス       |
|      | 1890        | セザンヌの静物画の前のマリ・デリアン                       | 油彩 65.3 x 54.9cm                        | シカゴ美術館 シカゴ                                                      | アメリカ合衆国 |
|      | 1890        | ルールーの肖像                                             | 油彩 55 x 46.2cm                          | バーンズ・コレクション メリオン. ペンシルベニア州                        | アメリカ合衆国 |
|      | 1889        | アダムとイヴ                                               | 油彩 46 x 54.9cm                          | イェール大学美術館 （ニューヘイブン (コネチカット州)）                   | アメリカ合衆国 |
|      | 1889 o 1890 | 海藻を採る女性たち                                         | lápiz y aguada sobre cartón 27.6 × 32.4cm | 個人蔵                                                                   |                |
|      | 1890        | ブルターニュ地方の積み藁                                   | 油彩 74.3 x 93.6cm                        | ナショナル・ギャラリー (ワシントン) （ワシントンD.C.）                   | アメリカ合衆国 |
|      | 1890        | ブルターニュの少年                                         | 油彩 93 x 74cm                            | ヴァルラフ・リヒャルツ美術館 （ケルン）                                  | ドイツ         |
|      | 1889        | リンゴ、ナシ、顔のついた水差しのある静物                   | 油彩 28.6 x 36.2cm                        | ハーバード美術館（フォッグ美術館） （ケンブリッジ (マサチューセッツ州)） | アメリカ合衆国 |
|      | 1890-1891   | 純潔の喪失                                                 | 油彩 90 x 130cm                           | クライスラー美術館 （ノーフォーク (バージニア州)）                       | アメリカ合衆国 |
|      | 1890-1894   | 異国のエヴァ                                               | 水彩、紙 42.8 x 25.1cm                    | ポーラ美術館                                                             | 日本           |

## 1891 - 1893年 タヒチ1期
| 画像 | 制作年代 | 作品名                                                         | 作品 詳細           | 所在地                                                         | 国             |
| ---- | -------- | -------------------------------------------------------------- | ------------------- | -------------------------------------------------------------- | -------------- |
|      | 1891     | 花と女（ヴァヒネ・ノ・テ・ティアレ）                           | 油彩 70 x 46        | ニイ・カールスベルグ・グリプトテク美術館 コペンハーゲン        | デンマーク     |
|      | 1891     | スザンヌ・バンブリッジの肖像                                   | 油彩 70 x 59        | ベルギー王立美術館 ブリュッセル                                | ベルギー       |
|      | 1891     | メランコリー                                                   | 油彩 93 x 68        | ネルソン・アトキンス美術館 （カンザスシティ (ミズーリ州)）     | アメリカ合衆国 |
|      | 1891     | 花のある風景                                                   | 油彩 73 x 92        | プーシキン美術館 モスクワ                                      | ロシア         |
|      | 1891     | 食事                                                           | 油彩 73 x 92        | オルセー美術館 （パリ）                                        | フランス       |
|      | 1891     | イア・オラナ・マリア（マリア礼賛）                             | 油彩 113.7 x 87.6   | メトロポリタン美術館 ニューヨーク                              | アメリカ合衆国 |
|      | 1891     | ウパウパ（ファイアー・ダンス）                                 | 油彩 72.6 x 92.3    | イスラエル博物館 エルサレム                                    | イスラエル     |
|      | 1891     | 斧を持つ男                                                     | 油彩 93 x 70        | 個人蔵 (スイス)                                                | スイス         |
|      | 1891     | 私はラロ、あなたはオヴィリ                                     | 油彩 68 x 90        | ダラス美術館 （ダラス）                                        | アメリカ合衆国 |
|      | 1891     | タヒチの女たち                                                 | 油彩 69 x 91.5      | オルセー美術館 （パリ）                                        | フランス       |
|      | 1891     | パラウ・パラウ（おしゃべり）                                   | 油彩 62 x 92        | エルミタージュ美術館 サンクトペテルブルク                      | ロシア         |
|      | 1891     | 大木1                                                          | 油彩 74 x 92.8      | クリーブランド美術館 （クリーブランド (オハイオ州)）           | アメリカ合衆国 |
|      | 1891     | 大木3                                                          | 油彩 73 x 91.5      | シカゴ美術館 （シカゴ）                                        | アメリカ合衆国 |
|      | 1891     | メランコリー                                                   | 油彩 91.2 x 68.7    | Worcester Art Museum ウースター (マサチューセッツ州)           | アメリカ合衆国 |
|      | 1891     | タヒチの道                                                     | 油彩 115.5 × 88.5   | トレド美術館 （トレド (オハイオ州)）                           | アメリカ合衆国 |
|      | 1891     | 黒豚                                                           | 油彩                | ブダペスト国立西洋美術館 （ブダペスト）                        | ハンガリー     |
|      | 1891     | 画家スレヴィンスキーの肖像                                     | 油彩 53.5 x 81.5cm  | 国立西洋美術館 （東京）                                        | 日本           |
|      | 1891-94  | タヒチの浜辺の女たち                                           | 油彩 90.8 x 64.8 cm | ホノルル美術館 （ホノルル）                                    | アメリカ合衆国 |
|      | 1892     | タヒチの風景                                                   | 油彩 64.5 x 47.3 cm | メトロポリタン美術館 （ニューヨーク）                          | アメリカ合衆国 |
|      | 1892     | 小屋の前の犬、タヒチ                                           | 油彩 41.2 x 67.1 cm | ポーラ美術館 （箱根）                                          | 日本           |
|      | 1892     | マンゴーを持つ女（ヴィヒネ・ノ・テ・ヴィ）                     | 油彩 72.7 x 44.5    | Baltimore Museum of Art ボルチモア                             | アメリカ合衆国 |
|      | 1892     | 彼女の名はヴァイルマティといった（ヴァイルマティ・ティ・オア） | 油彩 91 x 68        | プーシキン美術館 モスクワ                                      | ロシア         |
|      | 1892     | アレオイの種                                                   | 油彩 92.1 x 72.1    | ニューヨーク近代美術館 （ニューヨーク）                        | アメリカ合衆国 |
|      | 1892     | あなたはいつ結婚するの？ （ナフェア・ファア・イポイポ）        | 油彩 101.5 x 77.5   | バーゼル市立美術館 バーゼル                                    | スイス         |
|      | 1892     | かぐわしき大地                                                 | 油彩 91 x 72        | 大原美術館 倉敷市                                              | 日本           |
|      | 1892     | 死霊が見ている（マナオ・トゥパパウ）                           | 油彩 73 x 92        | オルブライト＝ノックス美術館 （バッファロー (ニューヨーク州)） | アメリカ合衆国 |
|      | 1892     | 悪魔の言葉                                                     | 油彩 91.7 x 68.5    | ナショナル・ギャラリー (ワシントン) ワシントンD.C.             | アメリカ合衆国 |
|      | 1892     | アハ・オエ・フェイイ（妬いてるの？）                           | 油彩 68 x 92        | プーシキン美術館 Moscú                                         | ロシア         |
|      | 1892     | 海の近くにて                                                   | 油彩 67.9 x 91.5    | ナショナル・ギャラリー (ワシントン) （ワシントンD.C.）         | アメリカ合衆国 |
|      | 1892     | ハエレ・パペ                                                   | 油彩 91.2 x 66.4    | バーンズ・コレクション メリオン(ペンシルバニア)                | アメリカ合衆国 |
|      | 1892     | 海辺の女性                                                     | 油彩 92.5 x 74      | Museo Nacional de Bellas Artes （ブエノスアイレス）            | アルゼンチン   |
|      | 1892     | パラウ・アピ                                                   | 油彩 67 x 91        | ノイエ・マイスター絵画館 （ドレスデン）                        | ドイツ         |
|      | 1892     | アレアレア（愉び）                                             | 油彩 75 x 94        | オルセー美術館 （パリ）                                        | フランス       |
|      | 1892     | アレアレアii                                                   | 水彩、リンネ        | ヒューストン美術館 （ヒューストン）                            | アメリカ合衆国 |
|      | 1892     | タヒチの牧歌                                                   | 油彩 87.5 x 113.7   | エルミタージュ美術館 サンクトペテルブルク                      | ロシア         |
|      | 1892     | タ・マテテ（市場にて）                                         | 油彩 73 x 91.5      | バーゼル市立美術館 バーゼル                                    | スイス         |
|      | 1892     | 賛美歌の家                                                     | 油彩 51 x 90.4      | 個人蔵                                                         |                |
|      | 1892     | 夢                                                             | 油彩 35.2 x 64.4    | 個人蔵                                                         |                |
|      | 1892     | どこに行くの?(I)                                               | 油彩 96 x 69        | Neue Staatsgalerie （シュトゥットガルト）                      | ドイツ         |
|      | 1892     | 聖なる山（パラヒ・テ・マラエ）                                 | 油彩 68 x 91        | フィラデルフィア美術館 （フィラデルフィア）                    | アメリカ合衆国 |
|      | 1892     | マタモエ（死）ー孔雀のいる風景                                 | 油彩 115 x 86       | プーシキン美術館 モスクワ                                      | ロシア         |
|      | 1892     | 朝                                                             | 油彩 68 x 92        | 個人蔵 香港                                                    | 中国           |
|      | 1892     | プラオの樹                                                     | 油彩 67 x 89        | シカゴ美術館 シカゴ                                            | アメリカ合衆国 |
|      | 1893     | テハーマナの祖先たち（メラヒ・メトゥア・ノ・テハーマナ）       | 油彩 76.3 x 54.3    | シカゴ美術館 （シカゴ）                                        | アメリカ合衆国 |
|      | 1893     | 一人で                                                         | 油彩                | Colección O. Sainsère （パリ）                                 | フランス       |
|      | 1893     | 神秘的な水                                                     | 油彩 99 x 75        | Colección privada Zurich                                       | スイス         |
|      | 1893     | 月と大地                                                       | 油彩 114.3 x 62.2   | ニューヨーク近代美術館 （ニューヨーク）                        | アメリカ合衆国 |
|      | 1893     | 果実を持つ女（エウ・ハエレ・イア・オエ）                       | 油彩 92.5 x 73.5    | エルミタージュ美術館 （サンクトペテルブルク）                  | ロシア         |
|      | 1893     | タヒチの山々                                                   | 油彩 68 x 92        | ミネアポリス美術館 （ミネアポリス）                            | アメリカ合衆国 |

## 1893 - 1895年 パリ・ブルターニュ4期
| Imagen | Año        | Título original                                                      | Técnica Dimensiones | Localización                                                                    | País           |
| ------ | ---------- | -------------------------------------------------------------------- | ------------------- | ------------------------------------------------------------------------------- | -------------- |
|        | 1893-1894  | 帽子をかぶった自画像                                                 | 油彩 46 x 38        | オルセー美術館 （パリ）                                                         | フランス       |
|        | 1894       | ジャワ女アンナ（アイタ・パラリ・テ・タマリ・ヴァヒネ・ジュディット） | 油彩 116 x 81       | 個人蔵 （スイス）                                                               | スイス         |
|        | 1894       | おいしい水                                                           | 油彩 73 x 98        | エルミタージュ美術館 （サンクトペテルブルク）                                   | ロシア         |
|        | 1894       | マハナ・ノ・アトゥア （神の日）                                      | 油彩 66 x 87        | シカゴ美術館 （シカゴ）                                                         | アメリカ合衆国 |
|        | 1892-1894  | 昼寝                                                                 | 油彩 89 x 116       | メトロポリタン美術館 ニューヨーク                                               | アメリカ合衆国 |
|        | 1894       | フリッツ・スチェネクルドの肖像                                       | 油彩 73.5 x 52.5    | ボルチモア美術館 ボルチモア                                                     | アメリカ合衆国 |
|        | 1894       | ブルターニュ女性の祈り                                               | 油彩 65.2 x 46.7    | Sterling and Francine Clark Art Institute ウィリアムズタウン (マサチューセッツ) | アメリカ合衆国 |
|        | 1894       | デビッドミル                                                         | 油彩 73 × 92        | オルセー美術館 （パリ）                                                         | フランス       |
|        | 1894       | ブルターニュの農婦たち                                               | 油彩 66 x 93        | オルセー美術館 （パリ）                                                         | フランス       |
|        | 1894-1898? | クリスマスイブ、牛の祝福                                             | 油彩 71 x 83        | インディアナポリス美術館 （インディアナポリス）                                 | アメリカ合衆国 |
|        | 1894-1898? | 雪のブルターニュの村                                                 | 油彩 73 x 92        | イェーテボリ美術館 （ヨーテボリ）                                               | スウェーデン   |
|        | 1894?      | 雪のブルターニュの村                                                 | 油彩 62 x 87        | オルセー美術館 （パリ）                                                         | フランス       |

## 1895 - 1901年 パリ・タヒチ2期
| 画像 | 年代 | 作品名                                                    | 作品 詳細                    | 所在地                                                                    | 国             |
| ---- | ---- | --------------------------------------------------------- | ---------------------------- | ------------------------------------------------------------------------- | -------------- |
|      | 1896 | ヴァイテ・グーピルの肖像（若い女の肖像）                  | 油彩 75 x 65                 | オードロップゴー美術館 （コペンハーゲン）                                 | デンマーク     |
|      | 1896 | ゴルゴタの自画像                                          | 油彩 76 x 64                 | サンパウロ美術館 （サンパウロ）                                           | ブラジル       |
|      | 1896 | エイアハ・オヒバ（働くなかれ） （部屋の中のタヒチ女たち） | 油彩 65.0×75.0               | プーシキン美術館 （モスクワ）                                             | ロシア         |
|      | 1896 | べ・べ(タヒチ、イエスキリストの降誕)                      | 油彩 66 x 75                 | エルミタージュ美術館 （サンクトペテルブルク）                             | ロシア         |
|      | 1896 | 神の子の誕生（テ・タマリ・ノ・アトゥア）                  | 油彩 96 x 128                | ノイエ・ピナコテーク （マインツ）                                         | ドイツ         |
|      | 1896 | 女王                                                      | 油彩 97 x 130                | プーシキン美術館 モスクワ                                                 | ロシア         |
|      | 1896 | カヌー                                                    | 油彩 95.5 x 131.5            | エルミタージュ美術館 サンクトペテルブルク                                 | ロシア         |
|      | 1896 | 貧しい漁師                                                | 油彩 74 x 66                 | サンパウロ美術館 サンパウロ                                               | ブラジル       |
|      | 1896 | 野蛮人の詩                                                | 油彩 64 x 48                 | ハーバード美術館 （フォッグ美術館） （ケンブリッジ (マサチューセッツ州)） | アメリカ合衆国 |
|      | 1894 | ナヴェ・ナヴェ・マハナ(かぐわしき日々)                    | 油彩 94 x 130                | リヨン美術館 （リヨン）                                                   | フランス       |
|      | 1896 | なぜおまえは怒るのか？                                    | 油彩 95.3 x 130.5            | シカゴ美術館 （シカゴ）                                                   | アメリカ合衆国 |
|      | 1896 | "友ダニエル"に捧げられた自画像                            | 油彩 40.5 x 32               | オルセー美術館 （パリ）                                                   | フランス       |
|      | 1897 | ネヴァーモア                                              | 油彩 83.7 x 139              | コートールド・ギャラリー ロンドン                                         | イギリス       |
|      | 1897 | ヴァイルマティ                                            | 油彩 72 x 93                 | オルセー美術館 （パリ）                                                   | フランス       |
|      | 1897 | 我々はどこから来たのか 我々は何者か 我々はどこへ行くのか  | 油彩 139 x 375               | ボストン美術館 （ボストン）                                               | アメリカ合衆国 |
|      | 1897 | タヒチ、腕を上げる男と座る女性                            | 油彩                         | 個人蔵 （ニューヨーク）                                                   | アメリカ合衆国 |
|      | 1897 | テ・レリオア（夢）                                        | 油彩 95 x 130                | コートールド・ギャラリー （ロンドン）                                     | イギリス       |
|      | 1897 | 果実の収穫                                                | 油彩 92.5 × 73.3             | エルミタージュ美術館 （サンクトペテルブルク）                             | ロシア         |
|      | 1897 | 二匹の山羊のいる風景                                      | 油彩 92.5×73                 | エルミタージュ美術館 （サンクトペテルブルク）                             | ロシア         |
|      | 1898 | ファア・イヘイヘ（おめかし）                              | 油彩 54 x 169.5              | テート・ブリテン （ロンドン）                                             | イギリス       |
|      | 1897 | タヒチの水浴者                                            | 油彩 60.4 × 93.4             | ナショナル・ギャラリー (ワシントン) ワシントンD.C.                        | アメリカ合衆国 |
|      | 1898 | ラヴェ・テ・ヒティ・ラム（偶像）                          | 油彩 73.5 × 92               | エルミタージュ美術館 サンクトペテルブルク                                 | ロシア         |
|      | 1898 | テ・パペ・ナヴェ・ナヴェ（おいしい水）                    | 油彩 74 x 95.3 cm            | ナショナル・ギャラリー (ワシントン) ワシントンD.C.                        | アメリカ合衆国 |
|      | 1898 | 白い馬                                                    | 油彩 140.5 x 92              | オルセー美術館 （パリ）                                                   | フランス       |
|      | 1899 | 三人のタヒチ人                                            | 油彩 94 x 73                 | スコットランド国立美術館 （エディンバラ）                                 | イギリス       |
|      | 1898 | タヒチ女性II                                              | 油彩 93.5 × 130              | セルビア国立博物館 （ベオグラード）                                       | セルビア       |
|      | 1898 | タヒチ女性I                                               | 油彩 72.5 × 93.5             | オードロップゴー美術館 シャルロッテンルンド                               | デンマーク     |
|      | 1899 | タヒチの女性と少年                                        | 油彩 94.6 x 61.9             | ノートン・サイモン美術館 （パサデナ (カリフォルニア州)）                  | アメリカ合衆国 |
|      | 1899 | 二人のタヒチ女                                            | 油彩 94 x 72                 | メトロポリタン美術館 ニューヨーク                                         | アメリカ合衆国 |
|      | 1899 | 母性II                                                    | 油彩、キャンバス 94.6 × 61   | 個人蔵                                                                    |                |
|      | 1899 | 母性I                                                     | 油彩 94 x 72                 | エルミタージュ美術館 （サンクトペテルブルク）                             | ロシア         |
|      | 1899 | 黄色い背景の三人のタヒチ女                                | 油彩 68 x 73.5               | エルミタージュ美術館 （サンクトペテルブルク）                             | ロシア         |
|      | 1899 | 果実収穫                                                  | 油彩 130 x 190               | プーシキン美術館 （モスクワ）                                             | ロシア         |
|      | 1899 | テ・アヴェ・ノ・マリア（マリアの月）                      | 油彩 96 x 74.5               | エルミタージュ美術館 サンクトペテルブルク                                 | ロシア         |
|      | 1899 | 馬のいる風景                                              | 油彩、キャンバス 70.8 × 44.5 | セントルイス美術館 セントルイス                                           | アメリカ合衆国 |
|      | 1899 | 路上の馬：タヒチの風景                                    | 油彩 94 × 73                 | プーシキン美術館 モスクワ                                                 | ロシア         |
|      | 1899 | 猫のある静物                                              | 油彩                         | ニイ・カールスベルグ・グリプトテク美術館 コペンハーゲン                   | デンマーク     |
|      | 1901 | エスペランスのある静物                                    | 油彩 65.5 x 77               | 個人蔵                                                                    |                |
|      | 1901 | 肘かけ椅子の上のひまわりのある静物(I)                     | 油彩 66 x 75.5               | ビュールレ・コレクション チューリッヒ                                     | スイス         |
|      | 1901 | 肘かけ椅子の上のひまわりのある静物(II)                    | óleo 73 x 92                 | エルミタージュ美術館 サンクトペテルブルク                                 | ロシア         |
|      | 1901 | 二人の子供とタヒチの女                                    | 油彩 97.1 x 74.2             | シカゴ美術館 （シカゴ）                                                   | アメリカ合衆国 |
|      | 1901 | 黄金色の女たちの肉体                                      | 油彩 67 x 76                 | オルセー美術館 （パリ）                                                   | フランス       |
|      | 1901 | タヒチの牧歌                                              | 油彩 74.5 x 94.5             | ビュールレ・コレクション チューリッヒ                                     | スイス         |

## 1901-1903年 ヒバ・オア島(マルケサス諸島)期
| 画像 | 年代            | 作品名                                                                     | 作品 詳細                    | 所在地                                             | 国             |
| ---- | --------------- | -------------------------------------------------------------------------- | ---------------------------- | -------------------------------------------------- | -------------- |
|      | 1901            | 家族の外出                                                                 | 油彩 76 x 65                 | オランジュリー美術館 （パリ）                      | フランス       |
|      | 1901            | 浅瀬（逃亡）                                                               | 油彩 73 x 92                 | プーシキン美術館 （モスクワ）                      | ロシア         |
|      | 1902            | 団扇を持つ少女                                                             | 油彩 92 x 73                 | フォルクヴァンク美術館 エッセン                    | ドイツ         |
|      | 1894-1901 1900? | ギタリスト(フランシスコ・ドゥリオの肖像)                                   | 油彩 90 x 72                 | 個人蔵 （ロンドン）                                | イギリス       |
|      | 1902            | 未開の物語                                                                 | 油彩 131.5 x 90.5            | フォルクヴァンク美術館 エッセン                    | ドイツ         |
|      | 1902            | 叫び声                                                                     | 油彩 130 x 90                | クリーブランド美術館 クリーブランド                | アメリカ合衆国 |
|      | 1902            | 妖術使い：ヒヴァ・オア島の魔法使い（赤いマントをまとったマルキーズ島の男） | 油彩 92 x 73                 | リエージュ近代美術館 （リエージュ）                | ベルギー       |
|      | 1902            | タヒチの家族                                                               | 油彩 92 x 73                 | 個人蔵                                             |                |
|      | 1902            | 浜辺の騎手I                                                                | 油彩 65.5 x 75.9             | フォルクヴァンク美術館 （エッセン）                | ドイツ         |
|      | 1902            | 浜辺の騎手II                                                               | 油彩 73 x 92                 | スタブロス・ニアルコス・コレクション ギリシャ      | ギリシャ       |
|      | 1903            | 女性と白馬                                                                 | 油彩 73.3 x 91.7             | ボストン美術館 （ボストン）                        | アメリカ合衆国 |
|      | 1903            | 祈り                                                                       | 油彩、キャンバス 65.5 × 75.6 | ナショナル・ギャラリー (ワシントン) ワシントンD.C. | アメリカ合衆国 |
|      | 1903            | 犬のある風景                                                               | 油彩 73.5 × 92.5             | イスラエル博物館 エルサレム                        | イスラエル     |
|      | 1903            | 豚肉と馬のいる風景                                                         | 油彩 75 x 64                 | Ateneum ヘルシンキ                                 | フィンランド   |
|      | 1903            | 眼鏡をかけた自画像                                                         | 油彩 42 x 25                 | バーゼル市立美術館 バーゼル                        | スイス         |